# Ilut
Ilut nebo Illut (hebrejsky עִלּוּט nebo עילוט, arabsky عيلوط, v oficiálním přepisu do angličtiny Ilut) je místní rada (malé město) v Izraeli, v Severním distriktu.

## Geografie
Leží v Dolní Galileji, v nadmořské výšce 269 metrů na okraji pohoří Harej Nacrat (Nazaretské hory). Jižně od města vystupuje zalesněný vrch Har Bahran a Har Cameret, na severu je to pahorek Giv'at Cefach a Giv'at Rabi. Na jihozápadě terén zvolna klesá směrem k Jizre'elskému údolí.
Ilut se nachází cca 3 kilometry severozápadně od centra Nazaretu, do jehož aglomerace spadá. Město leží cca 85 kilometrů severovýchodně od centra Tel Avivu a cca 28 kilometrů jihovýchodně od centra Haify, v hustě osídleném pásu, přičemž osídlení v tomto regionu je etnicky smíšené. Vlastní Ilut je osídlen izraelskými Araby. Arabská jsou i některá další sídla v aglomeraci Nazaretu, která ale obsahuje i židovská města (Nazaret Illit a Migdal ha-Emek). Další menší židovské vesnice leží rozptýlené mezi arabskými sídly v okolí. Město je na dopravní síť napojeno pomocí dálnice číslo 79, která spojuje aglomeraci Nazaretu s pobřežím Haifského zálivu.

## Dějiny
Ilut možná navazuje na židovské sídlo Ajatalu (עיתלו) z počátku letopočtu zmiňované v Talmudu a Mišně. V roce 2007 probíhaly v obci archeologické výzkumy, které vyvolal náhodný nález starobylých vykopávek při výstavbě nového domu v Ilutu. Už předtím zde archeologové narazili na hrobky z římského a byzantského období. V centru obce stojí domy z osmanského období. Během výzkumu v roce 2007 v Ilutu archeologové našli zbytky zdí z 3. - 2. století před naším letopočtem a další mladší stavební vrstvy. Archeologické bádání potvrdilo, že současný Ilut leží na telu, který byl opakovaně a dlouhodobě osídlen. Francouzský cestovatel Victor Guérin koncem 19. století popisuje Ilut jako malou vesnici se 200 muslimskými obyvateli
Ilut byl stejně jako celá oblast jižní Galileje dobyt izraelskou armádou během války za nezávislost v létě roku 1948. Izraelská armáda vesnici obsadila 18. července 1948. Obyvatelstvo nebylo na rozdíl od mnoha jiných arabských vesnic dobytých Izraelem vysídleno a obec si zachovala svůj arabský ráz. Roku 1991 byla vesnice povýšena na místní radu (malé město). V centru města stojí stará mešita zvaná Nebi Ilut (נבי עלוט). V obci fungují 2 základní školy.

## Demografie
Ilut je etnicky zcela arabské město. Podle údajů z roku 2005 tvořili arabsky mluvící muslimové 100 % obyvatelstva. Jde o menší sídlo spíše vesnického charakteru. K 31. prosinci 2015 zde žilo 7600 lidí.
| Rok            | 1912 | 1922 | 1931 | 1945  | 1961  | 1972  | 1995  | 1998  | 1999  | 2000  |
| -------------- | ---- | ---- | ---- | ----- | ----- | ----- | ----- | ----- | ----- | ----- |
| Počet obyvatel | 485  | 501  | 834  | 1 310 | 1 200 | 2 000 | 4 700 | 5 300 | 5 400 | 5 600 |

| Rok            | 2001  | 2002  | 2003  | 2004  | 2005  | 2006  | 2007  | 2008  | 2009  | 2010  | 2011  | 2012  | 2013  | 2014  | 2015  |
| -------------- | ----- | ----- | ----- | ----- | ----- | ----- | ----- | ----- | ----- | ----- | ----- | ----- | ----- | ----- | ----- |
| Počet obyvatel | 5 800 | 6 000 | 6 200 | 6 300 | 6 500 | 6 600 | 6 800 | 6 932 | 6 886 | 7 000 | 7 100 | 7 200 | 7 300 | 7 400 | 7 600 |